# Antonio Veiga
Antonio Veiga Suárez (Pumarabule, Asturias, España, 1952) es un empresario y dirigente deportivo español. Fue presidente del Real Sporting de Gijón entre 2013 y 2016.

## Biografía
Es uno de los principales accionistas del Real Sporting de Gijón desde que el club se convirtió en sociedad anónima deportiva en 1992, pero no fue nombrado consejero de la entidad hasta la etapa de Ángel García Flórez como presidente, en la temporada 1997/98. Sin embargo, dimitió poco después junto con Juan Fernández-Nespral.
Volvió al consejo de administración en julio de 1999, esta vez con Juan Manuel Pérez Arango en la presidencia, y pasó a ser vicepresidente del mismo cuando Manuel Vega-Arango sustituyó a Pérez Arango en el año 2002. El 21 de junio de 2013 asumió la presidencia en funciones del Sporting tras dimitir Manuel Vega-Arango y fue ratificado en el cargo en la Junta General de Accionistas celebrada el 10 de diciembre de 2013. El 22 de junio de 2016 renunció al cargo y fue sustituido por Javier Fernández Rodríguez.